# Grünspitz-Streifenfarn in Radenthein
Grünspitz-Streifenfarn in Radenthein este o arie protejată (sit de importanță comunitară — SCI) din Austria întinsă pe o suprafață de 6,1 ha, integral pe uscat.

## Localizare
Centrul sitului Grünspitz-Streifenfarn in Radenthein este situat la coordonatele 46°47′57″N 13°40′57″E / 46.7991°N 13.6826°E.

## Înființare
Situl Grünspitz-Streifenfarn in Radenthein a fost declarat sit de importanță comunitară în decembrie 2015 pentru a proteja 1 specie de plante.

## Biodiversitate
Situată în ecoregiunea alpină, aria protejată nu include niciun habitat protejat.
La baza desemnării sitului se află o specie protejată de  plante: Asplenium adulterinum.